# 汉娜·穆尔
汉娜·穆尔（英語：Hannah Moore，1996年8月22日—），美国女子游泳运动员，2017年世界大运会女子1500米自由泳铜牌得主、2019年世界游泳锦标赛女子5公里公开水域游泳铜牌得主。